# اریک لیندکویست
اریک لیندکویست (انگلیسی: Erik Lindqvist; ۲۰ مهٔ ۱۸۸۶ – ۱۷ سپتامبر ۱۹۳۴) قایقران قایق بادبانی اهل سوئد بود.